# Cynorta lineata
Cynorta lineata is een hooiwagen uit de familie Cosmetidae.